# Німецько-марокканські відносини

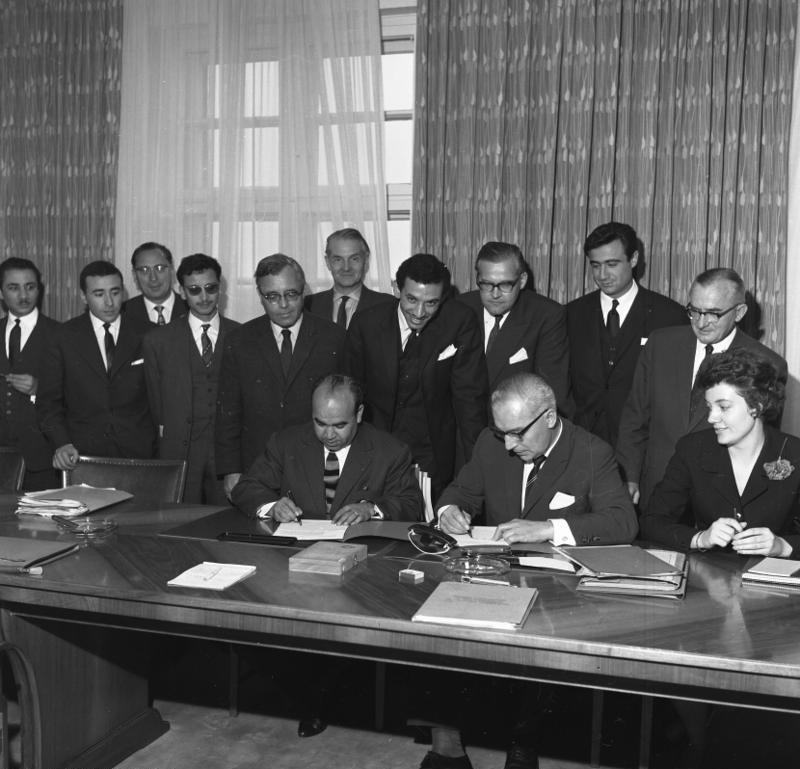
Підписання торговельної угоди між Західною Німеччиною та Марокко 15 квітня 1961 р

Німецько-марокканські відносини сягають XIX століття. Міністерство закордонних справ Німеччини описує Марокко як «центрального партнера Європейського Союзу і Німеччини в Північній Африці», а Німеччина є важливим торговельним партнером для Марокко. Однак у минулому відносини були досить напруженими.

## Історія
На початку 16 століття впливові купецькі родини Вельсерів і Фуггерів зі Священної Римської імперії заснували свої філії в Марокко. Римс-німецький контингент військ брав участь у битві при Алькасер-Кібір разом із Португалією в 1578 році, відбиваючи спробу португальської експансії в країну. Після невдалих переговорів з ганзейським містом Бременом султан Марокко підписав торговельний договір з ганзейським супротивником Гамбургом у 1802 році, а незабаром після цього ще один — з Любеком.
У 19 столітті Август Петерманн і Герхард Рольфс  відвідали країну і опублікували звіти, які познайомили німецьке суспільство з країною. У 1872 році Німецька імперія під керівництвом Отто фон Бісмарка направила дипломатичного представника до Марокко, а в 1890 році у Фесі було підписано німецько-марокканський торговельний договір. Спроба Німеччини здобути вплив у Марокко призвела до конфлікту з Францією та Першої (1904-1906) та Другої марокканської кризи (1911). Німецькі військові кораблі були відправлені Вільгельмом II під час другої кризи після того, як французькі війська зайняли Фес і Рабат. 4 листопада 1911 року було підписано договір Марокко-Конго, за яким імперія отримувала Нойкамерун і натомість відмовлялася від претензій на Марокко. Незабаром після цього Марокко стало протекторатом Франції.
Після Другої світової війни та здобуття Марокко незалежності в 1956 році були встановлені відносини з Федеративною Республікою Німеччина (ФРН). У 1963 році запустили програму найму марокканських гастарбайтерів. У 1966 році король Хасан II відвідав ФРН з державним візитом. З 1972 року до возз'єднання Німеччини Марокко також підтримувало офіційні дипломатичні відносини з Німецькою Демократичною Республікою (НДР).
У березні 2021 року між двома країнами виникає дипломатична напруга після того, як Марокко відкликало свого посла з Берліна та ввело заборону на контакти з посольством Німеччини та її організаціями. У своїй заяві МЗС Марокко звинуватило Німеччину в «посиленні ворожих дій, які завдають шкоди інтересам Королівства Марокко», зазначивши нейтральну позицію уряду Німеччини щодо окупованої Західної Сахари після одностороннього визнання Сполученими Штатами суверенітету Марокко над територією, а також відсутність країни на Берлінській конференції щодо Лівії 2020 року та спроби марокканського лобіювання затримати онлайн-активіста, що базувався в Дуйсбурзі.
Напруга поступово спала у наступному році, частково у світлі російського вторгнення в Україну. У серпні 2022 року міністр закордонних справ Німеччини Анналена Бербок відвідала резиденцію уряду в Рабаті, і згодом була опублікована німецько-марокканська спільна декларація, яка оголосила про активізацію двостороннього співробітництва. Наприкінці свого візиту Бербок і Буріта спільно підтримали зусилля ООН щодо вирішення конфлікту в Західній Сахарі.

## Економічні відносини
Загалом, Німеччина та Марокко мають тісні економічні відносини. Країни підписали угоду про уникнення подвійного оподаткування (1974) та угоду про захист інвестицій (2007). У листопаді 2019 року було домовлено про німецько-марокканське партнерство у сфері реформ. У 2021 році Німеччина експортувала до Марокко товарів на 2,2 млрд євро, а натомість імпортувала товарів на 1,6 млрд євро. Це зробило Німеччину шостим за величиною торговельним партнером Марокко. Майже 300 компаній з німецьким капіталом базуються в Марокко, і у 2019 році, майже 6 відсотків  туристів, які прибули до країни, були з Німеччини  Країна має запаси фосфатів стратегічного значення.
Німеччина надає Марокко допомогу для розвитку, в основному, зосереджуючись на сталому економічному розвитку та зайнятості, відновлюваних джерелах енергії та управлінні водними ресурсами. У 2020 році Німеччина пообіцяла виділити 1,2 мільярда євро та надала екстрену допомогу від час пандемії COVID-19.

## Культура і освіта
Німецько-марокканське товариство, яке базується в Дортмунді, присвячене сприянню спільних культурних відносин. Фонд Фрідріха Еберта, Фонд Конрада Аденауера, Фонд Фрідріха Наумана, Фонд Ганнса Зайделя та Фонд Генріха Бьолля мають свої офіси в Марокко. Два Гете-Інститути існують у Касабланці та Рабаті. Німецька служба академічних обмінів працює в Марокко, і між двома країнами існує понад 60 університетів-партнерів.

## Міграція
Близько 140 000 людей марокканського походження живуть у Німеччині, більшість у великих містах, таких як Берлін, Дюссельдорф або Франкфурт-на-Майні. Центральна рада марокканців у Німеччині, розташована у Франкфурті-на-Майні, виступає представником інтересів марокканської громади. Серед відомих німецьких марокканців – репер Фарід Бенг, співачки Надя Бенаісса та Наміка, футболісти Аділь Чіхі, Карім Белларабі, Мімун Азауа, Мануель Шмідебах і Мохамед Амсіф.

## Дипломатичні представництва
- Німеччина має своє посольство в Рабаті.[14]
- Марокко має своє посольство в Берліні, а також генеральні консульства в Дюссельдорфі та Франкфурті-на-Майні.[15]